# Samuel Horsley
Samuel Horsley (Londres15 de setembre de 1733 - Brighton 4 d'octubre de 1806) va ser un bisbe anglicà i un científic anglès.

## Biografia
El seu pare, el reverend John Horsley, va ser lector de la parròquia de Saint-Martin. La seva mare, Anne Hamilton, que morí el 1735, era originària d'un medi liberal. El seu pare es va tornar a casar amb Mary Leslie of Kincraigi.
Després d'estudiar al Trinity Hall, Cambridge, en va sortir sense obtenir el títol de diplomat en arts, va ser ordenat sacerdot el 16 de juliol de 1758 al comtat de Surrey.
Va ser membre de la Royal Society (1767) i secretari de la institució el 1773, es retirà el 1784 per diferències amb el President Sir Joseph Banks.
El 1768, va ser escollit preceptor de l'hereu del tercer comte de Aylesford, va ser bisbe de Londres
Va mantenir una cèlebre controvèrsia amb Joseph Priestley.Prestley atacà el dogma de la revelació. El 1793, els seus escrits contra Priestley varen ser reimpresos; va esdevenir bisbe de Rochester. Al parlament va fer un discurs contra l'esclavatge, que ell considerava infame i destructor per a la nació, Horsley considerava que la Revolució francesa era assimilable amb l'Anticrist. Es va encafrregar de Saint-Asaph el 1802.
Va fer una edició (molt criticada) de les obres de Newton, publicada el 1779

## Obres
En vida seva es publicà:
- Apollonii Pergaei duo libri inclinationum (1770) amb un homentage a Marin Ghetaldi.

- Observacions ... per la determinació del'acceleració del pèndol en Llatí(1774)

- Isaaci Newtoni Opera Omnia quae existantes, (5 volums in-quarto, de 1779 a 1785)

- Tractats de controvèrsia, contra el doctor Priestley, un volum in octavo.

- On the Prosodies of the Greek and Latin Languages (1796)

- Disquisitions on Isaiah xviii. (1796)

- Hosea, translated ... with Notes (1801)

- Elementary Treatises on Mathematics (1801)

- Euclidis elementorum libri XII priores. (1802)

- Liber datorum Euclidis (1803)

- Virgil's Two Seasons of Honey, &c (1805)

- Alguns articles dins les Philosophical Transactions de 1767 a 1776